# Halberstadt (stacja kolejowa)
Halberstadt (niem. Halberstadt) – stacja kolejowa w Halberstadt, w kraju związkowym Saksonia-Anhalt, w Niemczech. Pierwsza stacja powstała w 1843 jako stacja czołowa. W 1868 uruchomiono nową stację przelotową w innym miejscu. Pierwsze połączenie kolejowe z Halberstadt biegło w kierunku Magdeburga. W następnych kilku dziesięcioleciach dodano dwie dodatkowe trasy. Podczas II wojny światowej stacja została poważnie zniszczona. W latach 2008–2010 miały miejsce szeroko zakrojone prace modernizacyjne. Budynek dworca i lokomotywownia są budynkami zabytkowymi. Według DB Station&Service ma kategorię 3.

## Położenie
Stacja przelotowa, która istnieje od 1868 roku, znajduje się w północno-wschodniej części miasta. Znajduje się na ulicy Hinter dem Personenbahnhof i przy Bahnhofstraße.

## Linie kolejowe
- Linia Halberstadt – Blankenburg
- Linia Halle – Vienenburg
- Linia Magdeburg – Thale

## Połączenia
| Linia  | Trasa                                                                             | Takt (min)                                                |
| ------ | --------------------------------------------------------------------------------- | --------------------------------------------------------- |
| HBX    | Berlin – Potsdam – Magdeburg – Halberstadt – (Flügelung) Goslar / Thale           | pojedyncze pociągi                                        |
| HEX 4  | Halle (Saale) – Aschersleben – Halberstadt – Wernigerode – Vienenburg – Goslar    | 120                                                       |
| HEX 11 | Magdeburg – Oschersleben (Bode) – Halberstadt – Quedlinburg – Thale               | 060                                                       |
| HEX 21 | Magdeburg – Oschersleben (Bode) – Halberstadt – Wernigerode – Vienenburg – Goslar | 120                                                       |
| HEX 24 | Halle (Saale) – Könnern – Aschersleben – Gatersleben – Halberstadt                | 120                                                       |
| HEX 31 | Magdeburg – Oschersleben (Bode) – Halberstadt – Langenstein – Blankenburg (Harz)  | 120 (Magdeburg–Halberstadt) 060 (Halberstadt–Blankenburg) |
| HEX 44 | Halberstadt – Gatersleben – Aschersleben                                          | pojedyncze pociągi                                        |